# إيغور فويانوفيتش
إيغور فويانوفيتش هو لاعب كرة قدم بوسني في مركز الوسط، ولد في 13 أغسطس 1978 في جمهورية يوغوسلافيا الاشتراكية الاتحادية. لعب مع النجم الأحمر بلغراد ونادي أوبليتش ونادي بوراتس بانيا لوكا ونادي فريماد أماغر.